# اسلیدز کورنرز (ویسکانسین)
اسلیدز کورنرز (به انگلیسی: Slades Corners) یک منطقهٔ مسکونی در ایالات متحده آمریکا است که در ویسکانسین واقع شده‌است. اسلیدز کورنرز ۲۶۳٫۹۶ متر بالاتر از سطح دریا واقع شده‌است.